# شرکت صنایع کشتی‌سازی چین
شرکت صنایع کشتی‌سازی چین (انگلیسی: China Shipbuilding Industry Corporation) شرکت خوشه‌ای صنایع سنگین چینی است، که در زمینه کشتی‌سازی، کشتیرانی، ترابری دریایی، صنایع جنگ‌افزاری و دفاعی فعالیت می‌کند.
شرکت صنایع کشتی‌سازی چین در سال ۱۹۹۹ توسط حزب کمونیست چین (سازمان ساساک) تأسیس شد و در حال حاضر مالک ۹۶ شرکت تابعه و سایت کشتی‌سازی در شمال و غرب چین می‌باشد و به‌عنوان بزرگ‌ترین شرکت کشتی‌سازی چین و پنجمین شرکت کشتی‌سازی جهان شناخته می‌شود. دفتر مرکزی این شرکت در شهر پکن قرار دارد.